# Crossobamon orientalis
Espèce
Synonymes
- Stenodactylus orientalis Blanford, 1876
- Stenodactylus dunstervillei Murray, 1884

Crossobamon orientalis est une espèce de geckos de la famille des Gekkonidae.

## Répartition
Cette espèce se rencontre au Rajasthan en Inde et au Sind au Pakistan.

## Publication originale
- Blanford, 1876 "1875" : On some lizards from Sind, with descriptions of new species of Ptyodactylus, Stenodactylus, and Trapelus. Journal of the Asiatic Society of Bengal, vol. 1875, p. 232-233 (texte intégral).